# Andreas Schönbächler
Andreas Schönbächler (n. 24 aprilie 1966, Zug, Cantonul Zug, Elveția) este un sportiv ce a reprezentat Elveția, medaliat olimpic. A participat la o ediție a Jocurilor Olimpice (1994) în care a câștigat o medalie de aur.

## Participări
Lista de mai jos prezintă principalele competiții la care a participat Andreas Schönbächler de-a lungul carierei.
- freestyle skiing at the 1994 Winter Olympics – men's aerials[*]